# Thinouia paraguayensis
Thinouia paraguayensis là một loài thực vật có hoa trong họ Bồ hòn. Loài này được (Britton) Radlk. miêu tả khoa học đầu tiên năm 1895.